# Mikroskop metalograficzny
Mikroskopy metalograficzne – klasa mikroskopów służących do badań na próbkach nieprzezroczystych. Zalicza się do nich mikroskopy świetlne oraz elektronowe. Dzięki mikroskopom metalograficznym można przeprowadzać szereg obserwacji na zgładach metalowych, przełomach etc. Pozwala to np. na wykrycie mikropęknięć, obliczenie udziału fazowego, obserwacje wtrąceń i szereg innych istotnych, z punktu widzenia metalurgii, cech materiałowych.
Zobacz też: Mikroskop